# Camponotus ursus
Camponotus ursus (лат.) — вид муравьёв рода Camponotus из подсемейства формицины (Formicidae).

## Распространение

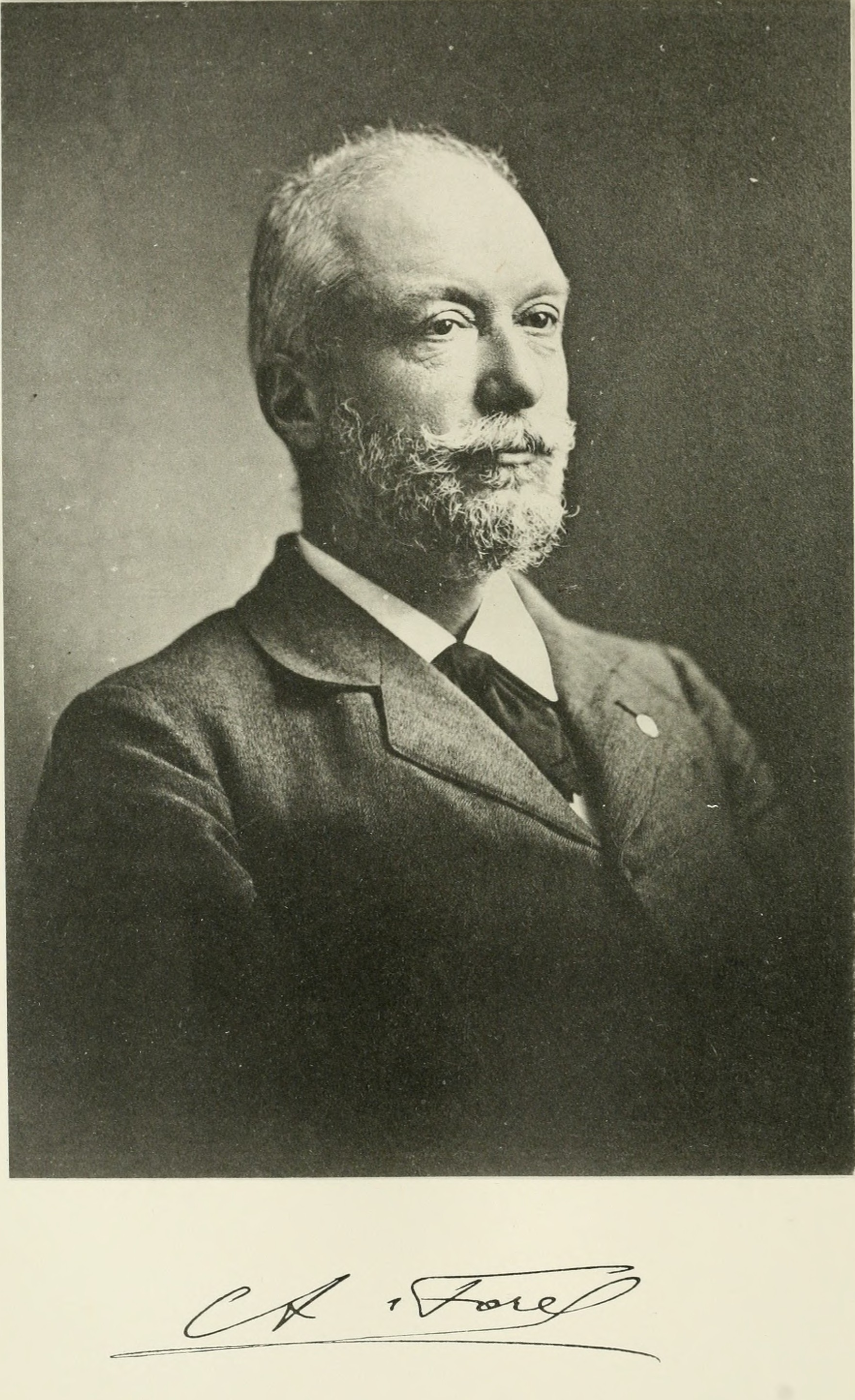
Огюст Форель впервые описал этот вид в 1886 году

Афротропика: Мадагаскар.

## Описание
Муравьи буровато-чёрного цвета с контрастирующим красновато-желтоватым, длинным и отстоящим опушением на верхней части груди. Среднего размера, длина от 6,0 до 8,5 мм. Отличается следующими признаками: проподеальный дорзум сзади без зубцов; тело слабо пунктированное, матовое (слабо блестящее на боковых частях тела и бёдрах); дорзальная поверхность мезосомы выпуклая, ровная. Мандибулы очень мелкобороздчатые, снабжены шестью зубцами. Выпуклый клипеус без киля, выступает впереди очень короткой прямоугольной лопастью, с зазубринами с каждой стороны этой лопасти, цельный посередине. Голова мелко-сетчато-пунктированная, с разбросанными впалыми пунктурами, особенно спереди. Задняя часть переднеспинки, мезонотум и метанотум груди покрыта густым слоем длинных, толстых и жестких щетинок красновато-желтого цвета, слегка изогнутых и наклонённых вперед. Скапус и голени гладкие и безволосые. Скапус, жгутик, передняя часть щёк и клипеус, основания лобных валиков, лапки и голени коричневого цвета. Усики 12-члениковые и прикрепляются на некотором расстоянии от заднего края наличника. Максиллярные щупики состоят из 6 члеников, а лабиальные — из 4. Стебелёк между грудкой и брюшком состоит из одного членика (петиолюс), несущего вертикальную чешуйку. Жало отсутствует.

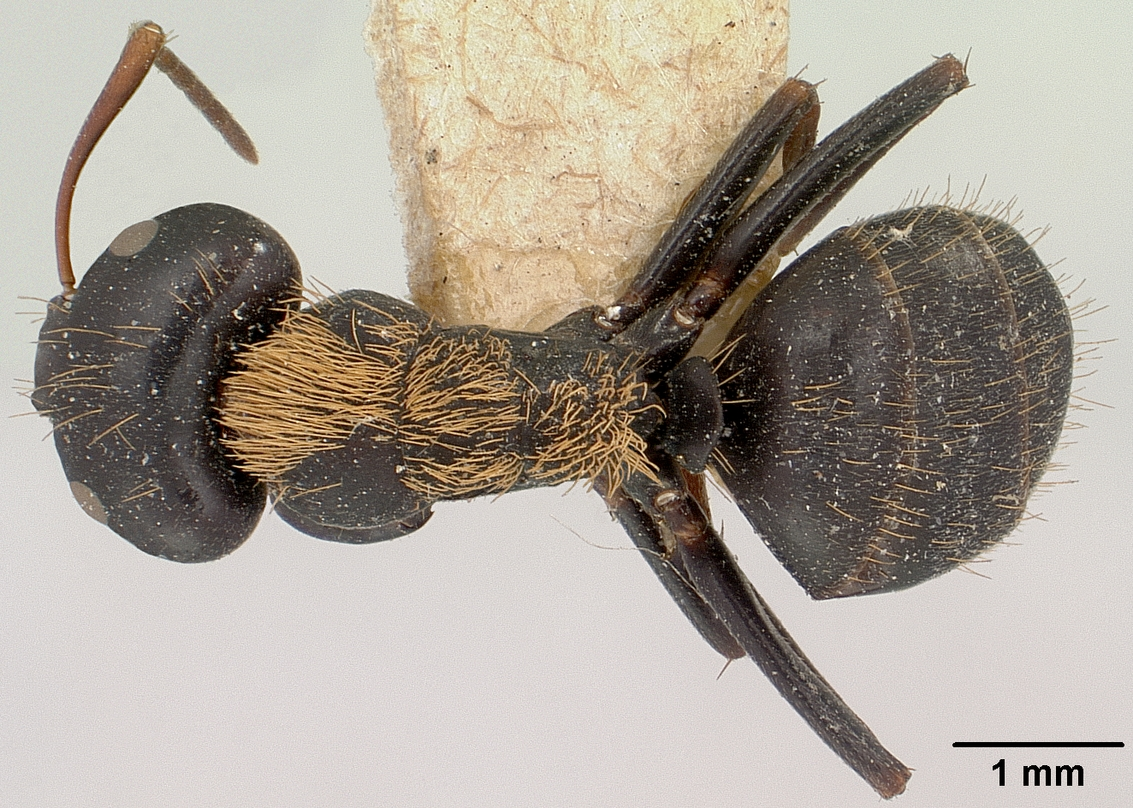
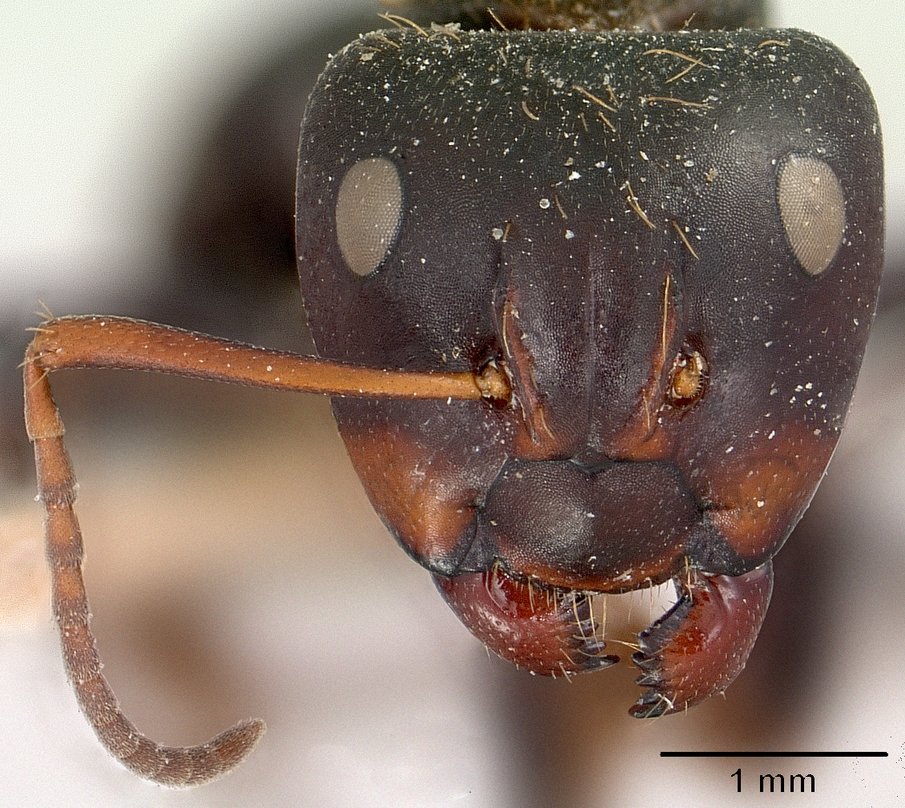
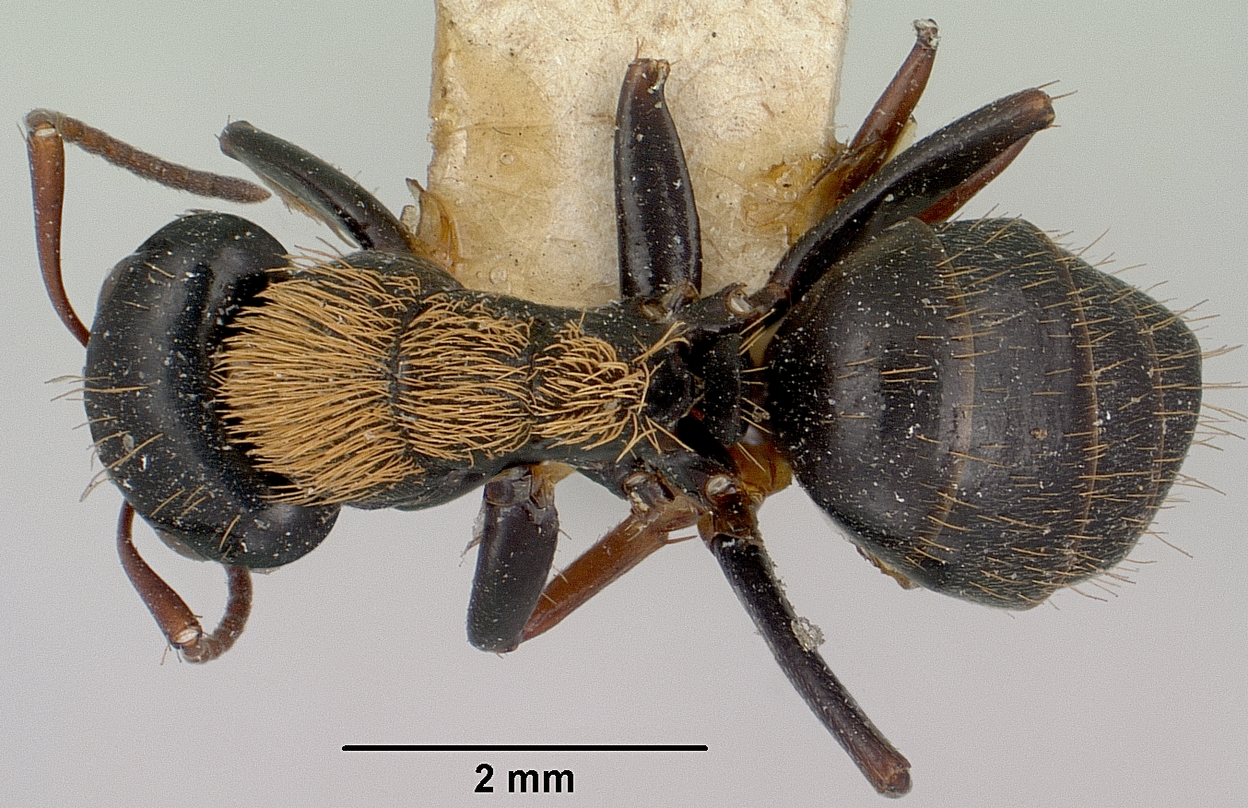

## Систематика
Вид был впервые описан в 1886 году швейцарским мирмекологом Огюстом Форелем по материалам, собранным французским путешественником и натуралистом Альфредом Грандидье на Мадагаскаре. В 1912 году Форель включил его в подрод Myrmobrachys, а в 1920 году Карл Эмери перенёс в состав подрода Myrmepomis. В 1922 году американский мирмеколог Уильям Уилер включил его в состав подрода Myrmopiromis вместе с такими видами как Camponotus darwinii, Camponotus ellioti, Camponotus niveosetosus, Camponotus nossibeensis, Camponotus radovae и Camponotus voeltzkowii.
В 2022 году новая ревизия изменила их таксономическое положение, а Camponotus ursus был включён в состав подрода Mayria.